# Mnium schleicheri
Mnium schleicheri là một loài Rêu trong họ Mniaceae. Loài này được (Schwägr.) Brid. mô tả khoa học đầu tiên năm 1817.